# 伊塔基
伊塔基是巴西南大河州的一个市镇。总面积3404.047平方公里，总人口36191人，人口密度10.6人/平方公里。